# فرد كوان
فرد كوان (بالإنجليزية: Fred Cowan)‏ هو محامي وقاضي وسياسي أمريكي، ولد في 1945. حزبياً، نشط في الحزب الديمقراطي.